# 카스텔델몬테 (아브루초주)
카스텔델몬테(이탈리아어: Castel del Monte)는 이탈리아 아브루초주 라퀼라도에 있는 코무네이다. 그란 사소 에 몬티 델라 라가 국립공원에 위치해있다.

## 자매 도시
- 프랑스 소맹